# Eupithecia ammorrhoa
Eupithecia ammorrhoa là một loài bướm đêm trong họ Geometridae.